# Centre (Haiti)
Centre, (haitisk kreol: Sant) är ett av tio administrativa departement i Haiti. Befolkningen uppgår till nästan 700 000 invånare och den administrativa huvudorten är Hinche. Centre gränsar till departementen Artibonite, Nord, Nord-Est, Ouest och till Dominikanska republiken. Péligresjön, Haitis näst största insjö, ligger i departementet. 

## Administrativ indelning
Departementet är indelat i fyra arrondissement som i sin tur är indelade i tolv kommuner. 
- Cerca la Source
  1. Cerca la Source
  2. Thomassique
- Hinche
  1. Hinche
  2. Cerca Carvajal
  3. Mayisad
  4. Thomonde
- Lascahobas
  1. Lascahobas
  2. Belladère
  3. Savanette
- Mirebalais
  1. Mirebalais
  2. Saut d'Eau
  3. Boucan Carré